# Municipio de Bald Bluff
El municipio de Bald Bluff (en inglés: Bald Bluff Township) es un municipio ubicado en el condado de Henderson en el estado estadounidense de Illinois. En el año 2010 tenía una población de 334 habitantes y una densidad poblacional de 3,01 personas por km².

## Geografía
El municipio de Bald Bluff se encuentra ubicado en las coordenadas 41°1′32″N 90°51′30″O / 41.02556, -90.85833. Según la Oficina del Censo de los Estados Unidos, el municipio tiene una superficie total de 110.79 km², de la cual 108,75 km² corresponden a tierra firme y (1,85 %) 2,05 km² es agua.

## Demografía
Según el censo de 2010, había 334 personas residiendo en el municipio de Bald Bluff. La densidad de población era de 3,01 hab./km². De los 334 habitantes, el municipio de Bald Bluff estaba compuesto por el 98,5 % blancos, el 1,2 % eran asiáticos y el 0,3 % eran de una mezcla de razas. Del total de la población el 0 % eran hispanos o latinos de cualquier raza.